# Danh sách tiểu hành tinh: 11501–11600
| Tên                    | Tên đầu tiên | Ngày phát hiện       | Nơi phát hiện          | Người phát hiện             |
| ---------------------- | ------------ | -------------------- | ---------------------- | --------------------------- |
| 11501 -                | 1989 UU3     | 29 tháng 10 năm 1989 | Kani                   | Y. Mizuno, T. Furuta        |
| 11502 -                | 1989 WU2     | 21 tháng 11 năm 1989 | Kushiro                | S. Ueda, H. Kaneda          |
| 11503 -                | 1990 BF      | 21 tháng 1 năm 1990  | Kani                   | Y. Mizuno, T. Furuta        |
| 11504 Kazo             | 1990 BT      | 21 tháng 1 năm 1990  | Okutama                | T. Hioki, S. Hayakawa       |
| 11505 -                | 1990 DW2     | 24 tháng 2 năm 1990  | La Silla               | H. Debehogne                |
| 11506 Toulouse-Lautrec | 1990 ES1     | 2 tháng 3 năm 1990   | La Silla               | E. W. Elst                  |
| 11507 Danpascu         | 1990 OF      | 20 tháng 7 năm 1990  | Palomar                | E. F. Helin                 |
| 11508 Stolte           | 1990 TF13    | 12 tháng 10 năm 1990 | Tautenburg Observatory | L. D. Schmadel, F. Börngen  |
| 11509 Thersilochos     | 1990 VL6     | 15 tháng 11 năm 1990 | La Silla               | E. W. Elst                  |
| 11510 Borges           | 1990 VV8     | 11 tháng 11 năm 1990 | La Silla               | E. W. Elst                  |
| 11511 -                | 1990 WK2     | 18 tháng 11 năm 1990 | Palomar                | E. F. Helin                 |
| 11512 -                | 1991 AB2     | 11 tháng 1 năm 1991  | Palomar                | E. F. Helin                 |
| 11513 -                | 1991 CE1     | 12 tháng 2 năm 1991  | Yatsugatake            | Y. Kushida, O. Muramatsu    |
| 11514 Tsunenaga        | 1991 CO1     | 13 tháng 2 năm 1991  | Sendai                 | M. Koishikawa               |
| 11515 Oshijyo          | 1991 CR1     | 12 tháng 2 năm 1991  | Yorii                  | M. Arai, H. Mori            |
| 11516 Arthurpage       | 1991 ED      | 6 tháng 3 năm 1991   | Geisei                 | T. Seki                     |
| 11517 -                | 1991 EA4     | 12 tháng 3 năm 1991  | La Silla               | H. Debehogne                |
| 11518 Jung             | 1991 GB3     | 8 tháng 4 năm 1991   | La Silla               | E. W. Elst                  |
| 11519 Adler            | 1991 GZ4     | 8 tháng 4 năm 1991   | La Silla               | E. W. Elst                  |
| 11520 Fromm            | 1991 GE8     | 8 tháng 4 năm 1991   | La Silla               | E. W. Elst                  |
| 11521 Erikson          | 1991 GE9     | 10 tháng 4 năm 1991  | La Silla               | E. W. Elst                  |
| 11522 -                | 1991 JF      | 3 tháng 5 năm 1991   | Oohira                 | T. Urata                    |
| 11523 -                | 1991 PK1     | 15 tháng 8 năm 1991  | Palomar                | E. F. Helin                 |
| 11524 Pleyel           | 1991 PY2     | 2 tháng 8 năm 1991   | La Silla               | E. W. Elst                  |
| 11525 -                | 1991 RE25    | 11 tháng 9 năm 1991  | Palomar                | H. E. Holt                  |
| 11526 -                | 1991 UL3     | 31 tháng 10 năm 1991 | Kushiro                | S. Ueda, H. Kaneda          |
| 11527 -                | 1991 VU4     | 5 tháng 11 năm 1991  | Kiyosato               | S. Otomo                    |
| 11528 Mie              | 1991 XH      | 3 tháng 12 năm 1991  | Yatsugatake            | Y. Kushida, O. Muramatsu    |
| 11529 -                | 1992 BJ1     | 28 tháng 1 năm 1992  | Kushiro                | S. Ueda, H. Kaneda          |
| 11530 d'Indy           | 1992 CP2     | 2 tháng 2 năm 1992   | La Silla               | E. W. Elst                  |
| 11531 -                | 1992 DL7     | 29 tháng 2 năm 1992  | La Silla               | UESAC                       |
| 11532 Gullin           | 1992 ER4     | 1 tháng 3 năm 1992   | La Silla               | UESAC                       |
| 11533 -                | 1992 EG6     | 1 tháng 3 năm 1992   | La Silla               | UESAC                       |
| 11534 -                | 1992 EB16    | 1 tháng 3 năm 1992   | La Silla               | UESAC                       |
| 11535 -                | 1992 EQ27    | 4 tháng 3 năm 1992   | La Silla               | UESAC                       |
| 11536 -                | 1992 FZ      | 26 tháng 3 năm 1992  | Kushiro                | S. Ueda, H. Kaneda          |
| 11537 Guericke         | 1992 HY6     | 29 tháng 4 năm 1992  | Tautenburg Observatory | F. Börngen                  |
| 11538 -                | 1992 OJ8     | 22 tháng 7 năm 1992  | La Silla               | H. Debehogne, Á. López G.   |
| 11539 -                | 1992 PQ2     | 2 tháng 8 năm 1992   | Palomar                | H. E. Holt                  |
| 11540 -                | 1992 PV3     | 5 tháng 8 năm 1992   | Palomar                | H. E. Holt                  |
| 11541 -                | 1992 SY14    | 28 tháng 9 năm 1992  | Kushiro                | S. Ueda, H. Kaneda          |
| 11542 -                | 1992 SU21    | 22 tháng 9 năm 1992  | La Silla               | E. W. Elst                  |
| 11543 -                | 1992 UN2     | 25 tháng 10 năm 1992 | Uenohara               | N. Kawasato                 |
| 11544 -                | 1992 UD3     | 16 tháng 10 năm 1992 | Kiyosato               | S. Otomo                    |
| 11545 Hashimoto        | 1992 UE4     | 16 tháng 10 năm 1992 | Kitami                 | K. Endate, K. Watanabe      |
| 11546 -                | 1992 UM6     | 28 tháng 10 năm 1992 | Kitami                 | M. Yanai, K. Watanabe       |
| 11547 Griesser         | 1992 UP8     | 31 tháng 10 năm 1992 | Tautenburg Observatory | F. Börngen                  |
| 11548 Jerrylewis       | 1992 WD8     | 25 tháng 11 năm 1992 | Palomar                | C. S. Shoemaker, D. H. Levy |
| 11549 -                | 1992 YY      | 25 tháng 12 năm 1992 | Yakiimo                | A. Natori, T. Urata         |
| 11550 -                | 1993 BN      | 20 tháng 1 năm 1993  | Oohira                 | T. Urata                    |
| 11551 -                | 1993 BR3     | 21 tháng 1 năm 1993  | Oohira                 | T. Urata                    |
| 11552 Boucolion        | 1993 BD4     | 27 tháng 1 năm 1993  | Caussols               | E. W. Elst                  |
| 11553 -                | 1993 BD6     | 27 tháng 1 năm 1993  | Caussols               | E. W. Elst                  |
| 11554 Asios            | 1993 BZ12    | 22 tháng 1 năm 1993  | La Silla               | E. W. Elst                  |
| 11555 -                | 1993 CR1     | 15 tháng 2 năm 1993  | Kushiro                | S. Ueda, H. Kaneda          |
| 11556 -                | 1993 DV      | 21 tháng 2 năm 1993  | Kushiro                | S. Ueda, H. Kaneda          |
| 11557 -                | 1993 FO8     | 17 tháng 3 năm 1993  | La Silla               | UESAC                       |
| 11558 -                | 1993 FY8     | 17 tháng 3 năm 1993  | La Silla               | UESAC                       |
| 11559 -                | 1993 FS23    | 21 tháng 3 năm 1993  | La Silla               | UESAC                       |
| 11560 -                | 1993 FU24    | 21 tháng 3 năm 1993  | La Silla               | UESAC                       |
| 11561 -                | 1993 FZ24    | 21 tháng 3 năm 1993  | La Silla               | UESAC                       |
| 11562 -                | 1993 FU33    | 19 tháng 3 năm 1993  | La Silla               | UESAC                       |
| 11563 -                | 1993 FO36    | 19 tháng 3 năm 1993  | La Silla               | UESAC                       |
| 11564 -                | 1993 FU41    | 19 tháng 3 năm 1993  | La Silla               | UESAC                       |
| 11565 -                | 1993 FD51    | 19 tháng 3 năm 1993  | La Silla               | UESAC                       |
| 11566 -                | 1993 FU51    | 17 tháng 3 năm 1993  | La Silla               | UESAC                       |
| 11567 -                | 1993 FF82    | 19 tháng 3 năm 1993  | La Silla               | UESAC                       |
| 11568 -                | 1993 GL      | 14 tháng 4 năm 1993  | Kiyosato               | S. Otomo                    |
| 11569 Virgilsmith      | 1993 KB2     | 27 tháng 5 năm 1993  | Palomar                | C. S. Shoemaker, D. H. Levy |
| 11570 -                | 1993 LE      | 14 tháng 6 năm 1993  | Palomar                | H. E. Holt                  |
| 11571 Daens            | 1993 OR8     | 20 tháng 7 năm 1993  | La Silla               | E. W. Elst                  |
| 11572 Schindler        | 1993 RM7     | 15 tháng 9 năm 1993  | La Silla               | E. W. Elst                  |
| 11573 Helmholtz        | 1993 SK3     | 20 tháng 9 năm 1993  | Tautenburg Observatory | F. Börngen, L. D. Schmadel  |
| 11574 d'Alviella       | 1994 BP3     | 16 tháng 1 năm 1994  | Caussols               | E. W. Elst                  |
| 11575 -                | 1994 BN4     | 31 tháng 1 năm 1994  | Farra d'Isonzo         | Farra d'Isonzo              |
| 11576 -                | 1994 CL      | 3 tháng 2 năm 1994   | Oizumi                 | T. Kobayashi                |
| 11577 Einasto          | 1994 CO17    | 8 tháng 2 năm 1994   | La Silla               | E. W. Elst                  |
| 11578 -                | 1994 EB      | 4 tháng 3 năm 1994   | Colleverde             | V. S. Casulli               |
| 11579 Tsujitsuka       | 1994 JN      | 6 tháng 5 năm 1994   | Kitami                 | K. Endate, K. Watanabe      |
| 11580 Bautzen          | 1994 JG4     | 3 tháng 5 năm 1994   | Kitt Peak              | Spacewatch                  |
| 11581 Philipdejager    | 1994 PK9     | 10 tháng 8 năm 1994  | La Silla               | E. W. Elst                  |
| 11582 Bleuler          | 1994 PC14    | 10 tháng 8 năm 1994  | La Silla               | E. W. Elst                  |
| 11583 Breuer           | 1994 PZ28    | 12 tháng 8 năm 1994  | La Silla               | E. W. Elst                  |
| 11584 Ferenczi         | 1994 PP39    | 10 tháng 8 năm 1994  | La Silla               | E. W. Elst                  |
| 11585 Orlandelassus    | 1994 RB17    | 3 tháng 9 năm 1994   | La Silla               | E. W. Elst                  |
| 11586 -                | 1994 UA2     | 31 tháng 10 năm 1994 | Kushiro                | S. Ueda, H. Kaneda          |
| 11587 -                | 1994 UH2     | 31 tháng 10 năm 1994 | Kushiro                | S. Ueda, H. Kaneda          |
| 11588 Gottfriedkeller  | 1994 UZ12    | 28 tháng 10 năm 1994 | Tautenburg Observatory | F. Börngen                  |
| 11589 -                | 1994 WG      | 25 tháng 11 năm 1994 | Oizumi                 | T. Kobayashi                |
| 11590 -                | 1994 WH3     | 28 tháng 11 năm 1994 | Kushiro                | S. Ueda, H. Kaneda          |
| 11591 -                | 1995 FV      | 28 tháng 3 năm 1995  | Oizumi                 | T. Kobayashi                |
| 11592 Clintkelly       | 1995 FA7     | 23 tháng 3 năm 1995  | Kitt Peak              | Spacewatch                  |
| 11593 Uchikawa         | 1995 HK      | 20 tháng 4 năm 1995  | Kitami                 | K. Endate, K. Watanabe      |
| 11594 -                | 1995 HP      | 27 tháng 4 năm 1995  | Kushiro                | S. Ueda, H. Kaneda          |
| 11595 Monsummano       | 1995 KN      | 23 tháng 5 năm 1995  | San Marcello           | A. Boattini, L. Tesi        |
| 11596 -                | 1995 KA1     | 26 tháng 5 năm 1995  | Catalina Station       | T. B. Spahr                 |
| 11597 -                | 1995 KL1     | 31 tháng 5 năm 1995  | Siding Spring          | R. H. McNaught              |
| 11598 Kubík            | 1995 OJ      | 22 tháng 7 năm 1995  | Ondřejov               | L. Šarounová                |
| 11599 -                | 1995 QR      | 16 tháng 8 năm 1995  | Nachi-Katsuura         | Y. Shimizu, T. Urata        |
| 11600 Cipolla          | 1995 SQ2     | 16 tháng 9 năm 1995  | Stroncone              | Stroncone                   |